# 하이노 케이지

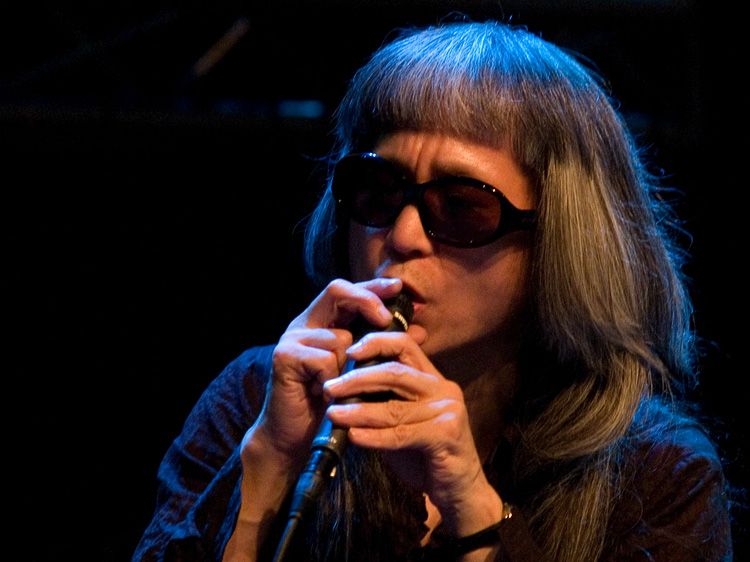

하이노 케이지 (灰野 敬二, はいの けいじ, 1952년 5월 3일 -), 지바현에서 태어난 음악가. 록 음악, 싸이키델릭, 노이즈 뮤직, 프리 재즈, 즉흥음악까지 광범위한  장르에 걸쳐 활동중이다. 현대음악계에선 노이즈의 아이콘 정도로 간주된다.
1970년대부터 활동 시작. 일본 아방가르드 계의 원로라 할 수 있다. 십대시절부터 이런 음악을 해왔다. 100장을 훌쩍 넘는 작업량으로 세계적 지명도를 가지고 있으며 소닉 유스의 서스턴 무어를 비롯해 다양한 지지자들이 있다. 40년이상 비상업주의를 견지중이다.

## 개요
주로 다루는 악기는 보컬, 기타, 드럼 세트, 타악기, 허디 거디 등등. 민족 악기를 포함하여 100 여종의 다양한 악기를 다루며 일반적이지 않은 연주방법으로 연주하곤 한다. 2000년 이전에는 전자악기들과 거리를 두고있었지만 이후에는 전자악기들도 이용중이다.
어린 시절엔 병약했다고 한다. 앙토냉 아르토의 영향으로 연극을 하려했지만 도어스의 「When the Music Is Over」를 듣고 음악을 하기로 결심했다고 한다. 초기부터 블루스와 함께 실험음악을 해왔다.
1971년, 즉흥 보컬밴드 로스트 아라프(ロストアラーフ, Lost Aaraaff)를 결성했다. 아베 카오루나 두뇌경찰 카토 토키코 등과 함께 나리타 국제공항 건설반대 공연인 산리츠카 환야제(三里塚・幻野祭)에 출연했다. 1972년 매지컬 파워 마코와 만나 73년에는 함께 NHK 한낮의 프레즌트(ひるのプレゼント)라는 프로에 함께 출연해 시청자들의 무수한 항의를 받았고 해당 프로그램의 PD가 교체되었다. 74년에는 영화 히미코(卑弥呼)의 OST를 만들었으며  타케미츠 토오루와도 활동했다.
1975년 로스트 아라프 해산후 1977년부터 기타를 시작하면서 아베 카오루(阿部薫)와 함께 밴드 군악대(軍楽隊)를 결성한다. 바이브레이션 소사이어티(ヴァイブレーション・ソサエティ)라는 팀에도 잠시 참가했고 79년에는 밴드 부실자(不失者)를 만든다. 부실자는 아방가르드 성향이 강한 하드록으로 지금까지 활동중이다.
1981년 미국으로 가서 다양한 뮤지션들과 연주를 했지만 몸이 안좋아서 83-87년 사이에 활동하지 못했다. 1988년부터 다시 활동을 개시해 퍼커션과 댄서가 동반된 솔로 퍼포먼스를 시작하거나 타나카 민(田中泯)과의 유럽공연등을 진행한다. 89년엔 요시자와 모토하루(吉沢元治)와 작업을 하였다.
1990년 호세이 대학에서 부실자의 첫 공연을 가졌다. 91년에는 뉴욕에서 공연하기도 했다. 1995년 미카미 칸(三上寛), 두뇌경찰의 이시즈카 토시아키(石塚俊明) 등과 바사라(バサラ, VAJRA)를 결성한다. 한신·아와지 대지진 피해자 자선공연 등에 참여했다. 97년엔 자신의 첫 메이저 레이블 앨범들을 토쿠마 재팬 커뮤니케이션즈에서 발매한다. 98년 밴드 아이비요(哀秘謡) 결성해 롤링 스톤스나 동요 등을 재해석했다.
2004년, 메르츠보우와 키쿠리(ときくり) 결성. 그 외에 키도 나츠키와의 밴드 블랙 스테이지, 루인즈 (밴드)와의 협연 니드, 요시다 타츠야 등과의 밴드 산헤드린(サンヘドリン) 등 다양한 팀으로 활동했다.
현재는 솔로와 아이비요 활동을 주로 하고있으며 협연자도 댄서, 시인, 극단 등으로 다양해지고 있다. DJ를 하기도 하고 그림을 그려 개인전을 열기도 했다.
부실자는 드러머 타카하시의 탈퇴 이후 하이노 케이지가 녹음한 드럼 루프를 걸고 공연하거나 아예 솔로 프로젝트처럼 되기도 했지만 간간이 공연한다. 2012년에는 부실자의 앨범을 오랜만에 내기도 했다.
2005년엔, 아오야마 신지의 다큐멘터리 AA에 출연하기도 했으며 2012년, 시라오 카즈히로 감독의 영화 '다큐멘터리 하이노 케이지(ドキュメント灰野敬二)'를 만들었다. 자신의 음악을 다룬 저서 하이노 케이지의 세계(捧げる 灰野敬二の世界)를 발표하기도 했다.
2013년, 케이지는 DJ 믹스테이프를 발표하기도 했으며 유라유라 데이코쿠 출신의 젊은 연주자 카메가와 치요(亀川千代)를 부실자의 멤버로 영입하여 앨범을 내었다. R&B 프로젝트 하디 소울(Hardy Soul)을 만들기도 했다
2016년 마크 제이콥스의 런웨이를 위한 곡을 작업하기도 했다.

## 개인 소사
마를레네 디트리히, 이안니스 크세나키스, 시드 배럿, 짐 모리슨, 찰리 파커 등의 영향을 받았으며 초기 블루스 특히 블라인드 레몬 제퍼슨의 팬이다.
자신의 기를 적절히 배분하기 위해 옷을 직접 만들고 색을 흑백의 모노톤으로 통일시킨다. 검은색은 모든 색을 포함한 것이고 자신의 음악도 모든 장르를 포함한다 말한다. 자신은 외모로도 록의 사회적 영향력에 대한 실험을 하는 중이라고 언급했다.
고양이를 기르고 채식주의자이며 담배를 싫어한다. 매일 요가를 하며 항상 지팡이를 들고다닌다.

## 앨범
부실자 不失者
- 無題（1st） (1989年)
- 無題（2nd） (1991年)
- 寓意的な誤解 (1993年)
- 悲愴 (1994年)
- The Caution Appears (1995年)
- The Wound That Was Given Birth to Must Be Bigger Than the Wound That Gave Birth (aka Purple Trap) (1996年)
- 完結されもしない死 (1997年)
- 来たる時 (1997年)
- Gold Blood (1998年)
- もう少しこのまま (1998年)
- すでに用意されていた想い (1998年)
- Withdrawe, this sable Disclosure ere devot'd (1998年)
- I saw it! That which before I could only sense... (2000年)
- Origin's Hesitation (2001年)
- 永遠の方が先に手を出したのさ (2003年)
- 光となづけよう（2012年）
- まぶしい いたずらな祈り（2012年）
- 名前を つけないで ほしい 名前を つけてしまうと 全てで なくなって しまうから（2013年）
- まだ温かいうちの この今に すべての謎を 注ぎこもう（2013年）

vajra
- 東日流 (1995年)
- 散る葉の後に降る雪の意味も知らず／尾崎神社 (1995年)
- 金環蝕 (1996年)
- 七識 (1997年)
- 聲聞 (1998年)
- MANDALAキ・「やっと」 (2003年)
- Live 2007 (2008年)

정숙 静寂
- You Should Prepare to Survive Through even Anything Happens (何があっても生き抜く覚悟の用意をしろ) (2010年)
- Mail from FUSHITSUSHA (不失者の秘儀伝授) (2010年)
- LAST LIVE (2015年)
- 静寂の果てに (2015年) ※「灰野敬二、ナスノミツル、一楽儀光」名義

KEIJI HAINO/JIM O'ROURKE/OREN AMBARCHI
- Tima Formosa (2010年)
- またたくまに すべてが ひとつに なる だから 主語は いらない (2011年)
- いみくずし (2012年)
- まだ　暖かい内に　この今に　全ての謎を　注ぎ込んでしまおう (2013年)
- ただ美しく 溶けて しまいたいのに まだまだ満ち足りて いないから まだ見えていないはずの ものの ほうが 愛おしく 思えてしまう (2014年)
- ここに 与えられた この身体　全部 使い切ってやる という者の　お茶の 時間 (2015年)

サンヘドリン / KNEAD with 요시다 타츠야
- knead (2002年) (as KNEAD)
- Haino Keiji* & Yoshida Tatsuya* - Until Water Grasps Flame = 水が炎を掴むまで (2002)
- This Melting Happiness - I Want You to Realize That It Is Another Trap (2003年) (as KNEAD)
- Keiji Haino, Mitsuru Nasuno, Tatsuya Yoshida + Bus Ratch* - Live At Cafe Independants Friday 23.January.2004
- 満場一致は無効 (2005年) (as サンヘドリン)
- Haino Keiji* And Yoshida Tatsuya* - New Rap (2006)
- Haino Keiji*, Yoshida Tatsuya* - Hauenfiomiume (2008)
- Haino Keiji* / Yoshida Tatsuya* - Uhrfasudhasdd (2008)
- さあ 真ん中だ どんな感じ (2008年) ※限定音源 (as サンヘドリン)
- 灰野敬二+河端一+吉田達也 / 一と一が重なってしまうまで (2008年) ※DVD
  - 灰野敬二+河端一+吉田達也 / 一と一と一が重なってしまうまで Live At Mission’s 2008 (2009年) ※DVD
- 「好」の5w1h (2013年) (as サンヘドリン)

기타 밴드
- ロストアラーフ (1991年) (as ロストアラーフ)
- 悲翼紀 (1993年) (as 滲有無)
- Black Stage (1994年) (as Black Stage)
- 哀秘謡 (1998年) (as 哀秘謡)
  - ライブ (2000年) (as 哀秘謡)
- なぞらない (2012年) (as NAZORANAI)
- 一番痛い時は一度だけそれは もう 訪れているのかな (2014年) (as NAZORANAI)

솔로
- わたしだけ？ (1981年)
- 滲有無 (1990年)
- 慈 (1992年)
- 天乃川 (1993年)
- Execration That Accept to Acknowledge (1993年)
- Guitar Works (1994年)
- Beginning and End, Interwoven (1994年)
- 運命への挑戦　A Challenge to Fate (1994年)
- 魂の純愛 (1995年)　※ロスト・アラーフ、不失者の音源を含む『わたしだけ？』以前の未発表作品を収めたボックスセット
- Tenshi no Gijinka（天使の擬人化） (1995年)
- I Said, This Is the Son of Nihilism (1995)
- 手風琴　The 21st Century Hard-Y-Guide-Y Man (1995年)
- The Book of "Eternity Set Aflame" (1996年)
- Saying I Love You, I Continue to Curse Myself (1996年)
- So, Black Is Myself (1997年)
- 息をしているまま (1997年)
- 黒き祈りは在る 黒き祈りは本当に在る ほら ここに (1997年) ※限定音源
- こんなになってもまだ考えている　The 21st Century Hard-Y-Guide-Y Man (1998年)
- Abandon All Words at a Stroke, So That Prayer Can Come Spilling Out (一度すべての言葉を捨てよう、祈りがあふれて来られるように) (2001年)
- まずは色を無くそうか！！ (2002年)
- "C'est parfait" endoctriné tu tombes la tête la première (真っ逆さまに落ちてゆく洗脳された「これでいい」) (2003年)
- 光 闇 打ち溶け合いし この響き (2003年)
- ここ (2003年) ※限定音源
- Black Blues (soft version) (2004年)
- Black Blues (violent version) (2004年)
- Next Let's Try Changing the Shape (2004年)
- 宇宙に 絡みついてる 我が痛み (2005年)
- この気配 封じられてる 創まりに (2005年)
- Reveal'd to None as Yet - An Expedience to Utterly Vanish Consciousness While Still Alive (2005年)
- やらないが できないことに なってゆく (2006年)
- こいつから 失せたいための はかりごと The 21st Century Hard-Y-Guide-Y Man (2008年)
- Un Autre Chemin Vers L'Ultime (2011年)
- 「ドキュメント 灰野敬二」サウンドトラック (2012年) ※不失者で2曲、灰野敬二で1曲収録、限定音源

灰野敬二(EXPERIMENTAL MIXTURE) ※DJ MIX
- EXPERIMENTAL MIXTURE (2013年)
- IN THE WORLD (2013年)
- THE GREATEST HITS OF THE MUSIC (2014年)

V.A.
- 愛欲人民十時劇場
- 幻野（先述の集会のドキュメント盤）
- Welcome to Dreamland
- Tokyo Frashback（PSF Records/Modern Musicのコンピレーション）
- 僕の手につかまって
- 生きる

映像
- 不失者 / 1991.9.26 ラママ Live (1992年) ※VHS/DVD
- 灰野敬二 / 何もかも・パーカッション・ソロ (2002年)  ※VHS
- 灰野敬二 / 21st Feb.2008 (2008年) ※DVD
- ドラびでお+灰野敬二 / ドラびでおplays 灰野敬二VS灰野敬二 (2010年) ※DVD